# ロケット・ラボ
ロケット・ラボ (Rocket Lab) は、アメリカのカリフォルニア州ロングビーチに本社を置く航空宇宙企業である。創業は2006年のニュージーランドで、現在もアメリカとニュージーランドに拠点を持つ。小型ロケットのエレクトロンを運用している。

## 歴史
2006年にピーター・ベックによりニュージーランドで設立された。2009年に観測ロケットのĀtea-1で、南半球の民間宇宙企業としては初となる宇宙空間到達を果たした。
2010年にロケット・ラボはアメリカ政府の即応宇宙作戦室 (ORS) から低費用の使い捨て打ち上げシステムで超小型人工衛星を軌道に打ち上げる調査の契約を獲得した。2013年頃には本社をニュージーランドからカリフォルニア州ハンティントンビーチへと移転した。
2015年にニュージーランドのマヒア半島でロケット・ラボ第1発射施設の建設を開始、翌2016年に完成した。
2017年5月、ロケット・ラボ初の衛星打ち上げロケットとなるエレクトロンの初打ち上げを実施。この打ち上げは不完全に終わったが、翌2018年1月の二度目の打ち上げで初の軌道投入に成功した。
2020年にはカリフォルニア州ロングビーチに新たな生産施設とミッションコントロールセンターを設立、本社も移転した。
2021年3月には、新たに再使用可能な中型ロケットであるニュートロンの開発計画を発表。2025年以降の打ち上げを目指し、開発が続けられている。また、2021年8月にSPACによるNASDAQ上場を果たした。

## 主要製品

### ロケット

#### Ātea-1
Ātea-1は、ロケット・ラボが最初に開発した観測ロケットである。2段式のハイブリッドロケットで全長6m・直径15cm・重量60kg。弾道飛行により2kgのペイロードを高度120kmに運搬するよう設計された。Āteaはマオリ語で「宇宙」の意味。2009年11月に1号機のみが打ち上げられた。ロケット・ラボではより大型のĀtea-2も開発中であるとしていたが、こちらも後に開発は中止されたとみられている。

#### エレクトロン

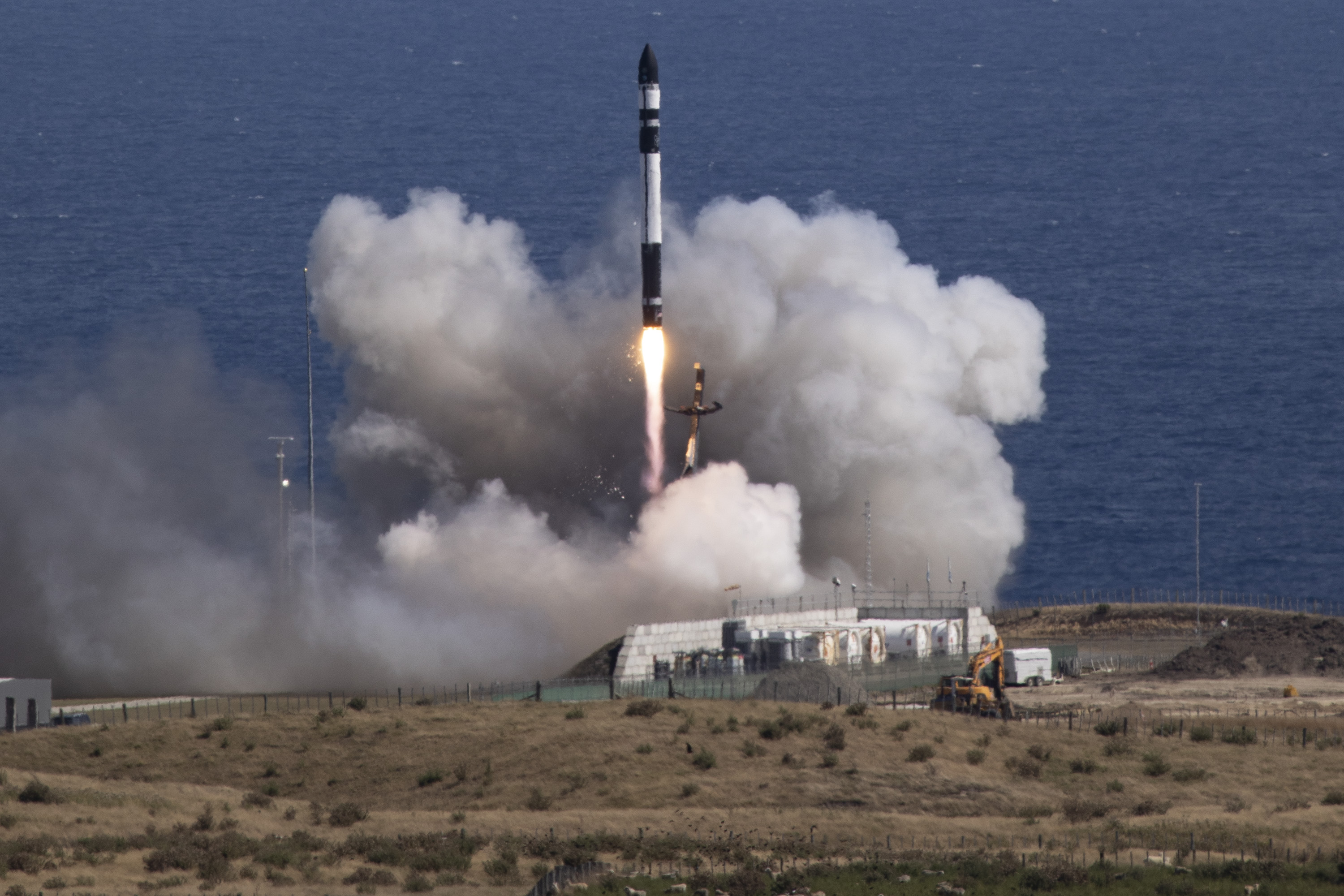
エレクトロン

エレクトロンは、人工衛星打ち上げ用の小型の2段式液体燃料ロケットである。全長18m・直径1.2mで、低軌道 (LEO) に300kgの打ち上げ能力を持つ。打ち上げ費用は750万ドル。軽量化のためロケット本体が炭素繊維強化プラスチック (CFRP) で作られている他、独自開発の電動ポンプサイクルを採用したラザフォードエンジンを使用する。
2017年5月の初打ち上げ以後、2022年10月現在までに31回の打ち上げを行っている。

#### ニュートロン
ニュートロンは、人工衛星打ち上げ用の中型の2段式液体燃料ロケットである。1段目の再使用を想定したロケットで、全長42.8m・直径7mの極めて特徴的な円錐台形状のデザインに、フェアリングの1段目への統合や、2段目の1段目内への格納などの独特の構造を持つ。打ち上げ能力は低軌道 (LEO) に8,000kg。機体構造にはエレクトロンと同様に炭素繊維複合材が用いられ、液体メタンを燃料とするアルキメデスエンジンを使用する。2025年以降の初打ち上げを予定している。

### ロケットエンジン

#### ラザフォード
ラザフォードは、ケロシン (RP-1) と液体酸素 (LOX) を燃料とする海面推力25kNの小型ロケットエンジン。エレクトロンロケットの1段目/2段目で使用されている。ロケット用エンジンとしては世界で初めて電動ポンプサイクルを採用する。エンジンの大部分は高真空中で電子線を用いて金属粉末を溶融・積層する電子線照射溶融式3Dプリントで製造される。

#### キュリー
キュリーは、液体燃料を使用する推力120Nの小型ロケットエンジン。再点火が可能でエレクトロンロケットのキックステージやフォトンで使用されている。推力を向上させたハイパーキュリーと呼ばれるバージョンも開発されている。

#### アルキメデス
アルキメデスは、液体メタン/液体酸素 (LOX) を燃料とする推力730kNのロケットエンジン。2022年現在開発中で、ニュートロンロケットの1段目/2段目に使用される。二段燃焼サイクルを採用する。製造には3Dプリンターが広範に用いられる。

#### 粘性一液式液体推進剤
粘性一液式液体推進剤 (Viscous liquid monopropellant, VLM) は、アメリカ国防高等研究計画局 (DARPA) およびアメリカ海軍研究局 (NRL) の資金提供により開発した推進剤。2012年にデモンストレーションが行われた。VLMはチキソトロピー性をもち、剪断力がかからない限り固体ロケット燃料のような挙動をすると報告されている。VLMの密度は固体ロケット燃料に匹敵し、比重は1.72あるとされる。これは通常の液体ロケット燃料が比重1を超えることがまれなことを考えると、かなり高い数値である。VLMは特別な取り扱いが不要で、毒性がなく、水溶性で、衝撃に対する感受性が低く、発火点が高く、大気中ではほとんど燃えないとされる。ロケット・ラボはVLMに関する米国特許US20120234196A1を保有している。

### 衛星バス

#### フォトン
フォトンは、エレクトロンロケットのキックステージを元に開発された衛星バス。キックステージ同様、エンジンにはキュリーを採用し、Sバンドで通信を行う。最大で180kgのペイロードを搭載可能。初めてフォトンを使用したのは自社製のファーストライト衛星で、これはフォトンの実証飛行のために製作された衛星であった。衛星は2020年8月にエレクトロン14号機で打ち上げられた。この打ち上げには顧客の衛星Capella 2も相乗りしていたが、フォトンはCapella 2のアポジキックモーターとしても機能し、Capella 2を軌道に投入した後は単独の衛星として軌道に投入された。
ロケット・ラボはフォトンを惑星間軌道での運用にも耐えるよう改良を行っており、このバージョンでは推進剤タンクが拡大され、推力を向上させたハイパーキュリーも搭載する。惑星間軌道用フォトンのペイロード容量は40kgである。惑星間軌道用フォトンは、2022年6月のキャップストーンの月周回軌道投入で初めて用いられた。